# Benjamin De Casseres
Benjamin De Casseres (né le 3 avril 1873 à Philadelphie et mort le 7 décembre 1945) est un journaliste et écrivain américain.

## Œuvres

### Articles
- "A Conversation between George Bernard Shaw and the Dictionary," The Smart Set, December 1914
- "Variation on an Old Theme," The Smart Set, September 1917
- "The Resignation of New York," The Smart Set, October 1917
- "The Psychology of the Avenue," The Smart Set, May 1918
- '"Little Scenarios," The Smart Set, March 1920
- "Four One-Reel Movies," The Smart Set, April 1920
- "The Lost Satire of a Famous Titan," The Smart Set, June 1920
- "Queer Antics of Old Madame Ouija," People's Favorite Magazine, August 1920
- "The Caste of the Newly Educated," People's Favorite Magazine, November 1920
- "The Hamlet-Like Nature of Charlie Chaplin," The New York Times Book Review, 12 December 1920
- "Sub Specie Eternitatus," The Smart Set, June 1922
- "The Nietzschean Follies", The Smart Set, September–October 1922
- "The New Girl—I Hate Her," Metropolitan Magazine, February–March 1923
- "The Babbitts of Radicalism," Haldeman-Julius Monthly, November 1926
- "Five Portraits on Galvanized Iron," American Mercury, December 1926
- "A Woman for President!," Gay Book Magazine, January 1933

### Livres
- The Shadow-Eater (1915) - poetry
- Chameleon: Being a Book of My Selves (1922)[1]
- James Gibbons Huneker (1925)
- Mirrors of New York (1925)
- Forty Immortals (1926)
- The Shadow-Eater (New edition, 1927)
- Anathema! Litanies of Negation (1928)
- The Superman in America (1929)
- Mencken and Shaw (1930)
- The Love Letters of a Living Poet (1931)
- Spinoza, Liberator of God and Man (1932)
- When Huck Finn Went Highbrow (1934)
- The Muse of Lies (1936)
- The Works of Benjamin DeCasseres (3 Volumes, Blackstone Publishers, 1939)
- The Works of Benjamin DeCasseres (3 volumes, Gordon Press, 1976)
- Anathema! Litanies of Negation (New edition, 2013)
- IMP: The Poetry of Benjamin DeCasseres (2013)
- Fantasia Impromptu & Finis (2016)
- New York is Hell: Thinking and Drinking in the Beautiful Beast (2016)

### Pamphlets
- Sex in Inhibitia (?, ?)
- Clark Ashton Smith (?, 2 pages)
- I am Private Enterprise (?, ?)
- What Is a Doodle-Goof? (1926, 4 pages)
- Robinson Jeffers, Tragic Terror (1928, Privately printed by John S. Mayfield)
- The Holy Wesleyan Empire (4 pages, 1928)
- The Hit and Run Thinker (1931, seven 10″x5″ strips of paper, staple at the top)
- Prelude to DeCasseres' Magazine (?, 1932)
- From Olympus to Independence Hall (1935, 4 pages)
- The Individual against Moloch (1936, 48 pages, Blackstone Publishers)
- The Communist-Parasite State (1936, 10 pages)
- Germans, Jews and France by Nietzsche (1935, 31 pages, Rose Publishers)
- To Hell with DeCasseres! (play, 1937, 16 pages)
- Don Marquis (1938)
- Finis (1945, 20 pages)

### Préfaces
- James Huneker, 
  - Steeplejack, 1920.
  - Painted Veils, 1920 ; rééd. avec une préface de Benjamin De Casseres, 1942.
- Walter De Casseres, The Sublime Boy, Seven Arts, New York, 1926 ; rééd. Underworld Amusements, 2014.